# Jürgen Kramer (Anglist)
Jürgen Kramer (* 1946 in Bleicherode) ist ein deutscher Anglist.

## Leben
Kramer studierte Anglistik und Germanistik an der Universität Marburg und war einige Jahre Fremdsprachenassistent an der Dunfermline High School in Schottland. 1973 legte er das erste Staatsexamen ab. Nach seiner Promotion zum Dr. phil. in Marburg (1975) wirkte er von 1975 bis 1994 als Dozent am Oberstufen-Kolleg Bielefeld und parallel dazu von 1985 bis 1994 als Privatdozent an der Universität Osnabrück. Von 1994 bis 1997 war er Professor für Britische Kulturwissenschaften an der Universität Leipzig und von 1997 bis 2011 Professor für Britische Kulturwissenschaften an der TU Dortmund.
Seine Forschungsschwerpunkte sind die Geschichte der Britischen Inseln und des Britischen Empire, das Meer als Kulturraum, Literatur des Pazifiks, kulturelles Gedächtnis, antikolonialer Widerstand, Joseph Conrad und Robert Louis Stevenson.

## Schriften (Auswahl)
- A materialist introduction to the social history of Britain. Ein Intensivkurs im Curriculum Englisch am Oberstufen-Kolleg des Landes NW an der Universität Bielefeld. Bielefeld 1980, ISBN 3-921912-04-0.
- Cultural and intercultural studies. Lang, Frankfurt a. M. u. a. 1990, ISBN 3-631-42416-7.
- British cultural studies. Fink, München 1997, ISBN 3-8252-8134-5.
- Taking stock. 35 essays from 35 years of studying English-speaking cultures. Narr, Tübingen 2011, ISBN 978-3-8233-6621-8.
- Cultural Studies’ Particular Mode of Analysis: The Civilised and the Barbaric Sides of Taking Teaals. In: Jürgen Kramer, Bernd Lenz (Hrsg.): How to do cultural studies. Ideas, approaches, scenarios. Königshausen & Neumann, Würzburg 2020, ISBN 978-3-8260-6467-8.

- mit Uwe Horst, Werner Hennings: Schaufenster der Nation. Symbolische Machtgesten im öffentlichen Raum von London, Paris und Rom im 19. Jahrhundert. Transcript, Bielefeld 2021, ISBN 978-3-8376-5612-1.
- Empire, exile and the exotic. Studies on Robert Louis Stevenson, Joseph Conrad and the sea. Königshausen & Neumann, Würzburg 2023, ISBN 978-3-8260-7723-4.